# Connah's Quay Nomads Football Club
Il Connah's Quay Nomads Football Club (in gallese Clwb Pêl-droed Nomadiaid Cei Connah), è una società calcistica gallese con sede nel villaggio di Connah's Quay, Flintshire, che milita nella Welsh Premier League.
Fondata nel 1946 con il nome di Connah's Quay Juniors, vanta nel suo palmarès la vittoria di una Welsh Cup (2018), di due Welsh League Cup (1996 e 2020) e due titoli nazionali Welsh Premier League vinti nelle stagioni 2019-2020 e 2020-2021.

## Stadio
La squadra gioca abitualmente le sue gare casalinghe al Deeside Stadium di Connah's Quay. Solo nella stagione 2006-2007 la squadra è stata costretta a giocare altrove, a Flint, a causa di alcuni problemi di drenaggio del Deeside Stadium.

## Cronistoria
1946: Fondazione come Connah's Quay Juniors
1951: Cambio di denominazione in Connah's Quay Nomads FC
1996: Vittoria nella Welsh League Cup. Battuto l'Ebbw Vale per 1-0 al Recreation Ground di Caersws
2008: Nuovo cambio di denominazione, in seguito al rilevamento della squadra da parte della società di recruiting GAP; GAP Connah's Quay F.C.
Welsh Cup 2017-2018: Campione  (1º titolo)
Welsh Premier League 2019-2020: Campione di Galles (1º titolo). 
Cymru Premier 2020-2021:  Campione di Galles (2º titolo). 

## Palmarès

### Competizioni nazionali
- Welsh Premier League: 2

2019-2020, 2020-2021
- Coppa del Galles: 2

2017-2018, 2023-2024
- Welsh League Cup: 3

1995-1996, 2019-2020, 2021-2022
- Cymru Alliance: 2

2010-2011, 2011-2012

### Altri piazzamenti
- Welsh Premier League:

Secondo posto: 2016-2017, 2018-2019, 2022-2023, 2023-2024
Terzo posto: 2017-2018
- Coppa del Galles:

Finalista: 1907-1908, 1910-1911, 2018-2019, 2024-2025
Semifinalista: 1952-1953, 2010-2011, 2022-2023
- Coppa di Lega gallese:

Finalista: 2022-2023
Semifinalista: 2009-2010, 2015-2016, 2016-2017, 2017-2018, 2018-2019
- Scottish Challenge Cup:

Finalista: 2018-2019
- Cymru Alliance:

Terzo posto: 1990-1991

## Statistiche e record

### Statistiche nelle competizioni UEFA
Tabella aggiornata alla fine della stagione 2024-2025.
| Competizione                  | Partecipazioni | G  | V | N | P | RF | RS |
| ----------------------------- | -------------- | -- | - | - | - | -- | -- |
| UEFA Champions League         | 2              | 3  | 0 | 1 | 2 | 2  | 5  |
| Coppa UEFA/UEFA Europa League | 5              | 13 | 3 | 1 | 9 | 7  | 19 |
| UEFA Conference League        | 3              | 6  | 2 | 0 | 4 | 6  | 12 |

## Rosa 2014-2015
Rosa aggiornata al 2 febbraio 2015
| N. |                             | Ruolo | Calciatore       |
| -- | --------------------------- | ----- | ---------------- |
| 2  | Galles (bandiera)           | D     | Chris Rowntree   |
| 3  | Galles (bandiera)           | C     | Marcus Giglio    |
| 4  | Galles (bandiera)           | C     | Jamie Crowther   |
| 5  | Inghilterra (bandiera)      | D     | George Horan     |
| 6  | Irlanda del Nord (bandiera) | D     | Russell Courtney |
| 7  | Inghilterra (bandiera)      | A     | David Forbes     |
| 8  | Galles (bandiera)           | C     | Rob Jones        |
| 9  | Galles (bandiera)           | A     | Gary O'Toole     |
| 10 | Inghilterra (bandiera)      | A     | Cortez Belle     |
| 11 | Inghilterra (bandiera)      | A     | Alan Bull        |
| 12 | Inghilterra (bandiera)      | D     | Jack Rowlands    |
| 14 | Inghilterra (bandiera)      | D     | Steve Evans      |
| 15 | Inghilterra (bandiera)      | P     | Niki Lee Bulmer  |
| 16 | Inghilterra (bandiera)      | C     | Ryan Fraughan    |
| 17 | Inghilterra (bandiera)      | A     | Sean Miller      |
| 18 | Inghilterra (bandiera)      | P     | Jack Cookson     |
| 19 | Inghilterra (bandiera)      | D     | Mark Bainbridge  |
| 20 | Inghilterra (bandiera)      | C     | John Dillon      |
| 21 | Galles (bandiera)           | C     | Danny Harrison   |
| 25 | Inghilterra (bandiera)      | P     | Terry McCormick  |
| 26 | Inghilterra (bandiera)      | P     | George Deniz     |
| 28 | Inghilterra (bandiera)      | D     | Kevin McIntyre   |
| 30 | Inghilterra (bandiera)      | C     | Stuart Austin    |
| 31 | Inghilterra (bandiera)      | A     | Jack Chambers    |
| 32 | Inghilterra (bandiera)      | C     | Aron Williams    |
| 33 | Inghilterra (bandiera)      | D     | Jack Cheetham    |

| N. |                        | Ruolo | Calciatore      |
| -- | ---------------------- | ----- | --------------- |
| 35 | Inghilterra (bandiera) | C     | Lewis Jones     |
| 36 | Inghilterra (bandiera) | A     | Sam Jones       |
| 37 | Galles (bandiera)      | C     | Luke Blizzard   |
| 38 | Inghilterra (bandiera) | P     | Anthony Stanton |
| 39 | Galles (bandiera)      | C     | Kieran Gaul     |
| 40 | Inghilterra (bandiera) | A     | Thomas Bibby    |
| 41 | Galles (bandiera)      | D     | Ben Waddilove   |
| 42 | Galles (bandiera)      | A     | Josh Rimmer     |
| 44 | Galles (bandiera)      | C     | Jordan Frazer   |
| 45 | Galles (bandiera)      | C     | Ben Forshaw     |
| 46 | Galles (bandiera)      | C     | Sean Cookson    |
| 47 | Galles (bandiera)      | D     | Jack Riley      |
| 48 | Galles (bandiera)      | C     | Jamie Roberts   |
| 49 | Galles (bandiera)      | P     | Jordan Manley   |
| 50 | Galles (bandiera)      | D     | Leon Doran      |
| 51 | Galles (bandiera)      | C     | James Kilburn   |
| 52 | Galles (bandiera)      | C     | Ryan Bailey     |
| 53 | Galles (bandiera)      | D     | Ben Nash        |
| 54 | Galles (bandiera)      | C     | Josh Jones      |
| 55 | Galles (bandiera)      | P     | Danny McAdam    |
| 56 | Galles (bandiera)      | P     | George Meredith |
| 57 | Galles (bandiera)      | D     | Ross Wilson     |
| 58 | Galles (bandiera)      | C     | Rhys Cunnah     |
| 59 | Galles (bandiera)      | C     | James Murphy    |
| 60 | Galles (bandiera)      | D     | Aaron Bunclark  |